# Zollinhaltserklärung

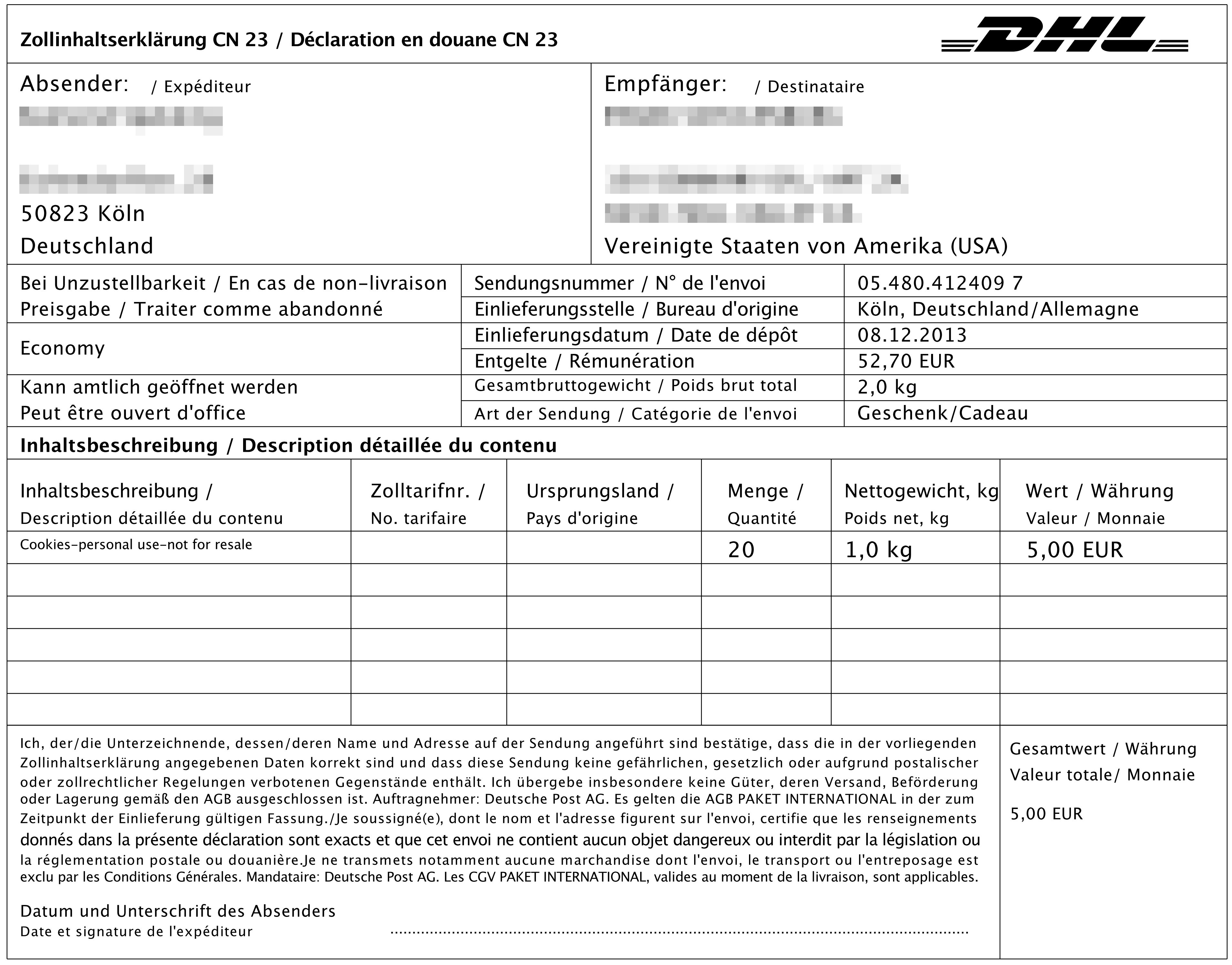
Zollinhaltserklärung CN 23

Bei der Versendung von Sendungen per internationaler Post muss der Absender eine Zollinhaltserklärung ausfüllen.
Das Anmeldeformular hilft dem Zoll bei der Kontrolle von Waren, die in das Land eingeführt werden und Auswirkungen auf die Wirtschaft, Sicherheit oder Umwelt des Landes haben können. Es kann eine Abgabe erhoben werden.

## Deutschland

### Versand an Länder und Gebiete innerhalb der EU
Beim Versand in das Gemeinschaftsgebiet der Europäischen Union (EU) sind keine Zolldokumente erforderlich.

### Versand in Länder und Gebiete außerhalb der EU
Für den internationalen Versand in zollpflichtige Länder und Gebiete:
- Handelsrechnung beziehungsweise Rechnung für Zollzwecke (2-fache Ausfertigung)
- Zollinhaltserklärung CN23 (Anzahl ist ziellandabhängig)

sowie ggf. weitere Dokumente und Nachweise
- Ausfuhrbegleitdokument (ABD; Ausfuhranmeldung verpflichtend ab einem Warenwert > 1.000 EUR)
- Präferenznachweis in Form einer Ursprungserklärung auf der Handelsrechnung

Die Zolldokumente sind in eine selbstklebende Zolldokumententasche einzulegen und außen, sicher am Paket neben dem Label des Packstückes zu befestigen.
Die Informationen der Zollinhaltserklärung und Handelsrechnung beziehungsweise Rechnung für Zollzwecke bilden die Basis für die Importverzollung, also die Erhebung von länderindividuellen Einfuhrabgaben (Zölle und Steuern), die grundsätzlich vom Empfänger des Packstückes eingezogen werden. Die Angaben sind in Englisch oder Landessprache des Zielgebietes zu machen.

### Online-Frankierung und Ausfüllen
Beim Versanddienstleister Hermes wird kein Formular ausgedruckt, sondern die Zolldaten werden digital ins Zielland übermittelt.

### Privat
Für private Geschenkpakete verlangen die Zöllner im Zielland oft keine Rechnung. Empfohlen wird sie trotzdem, vor allem bei teuren Geschenken. Weitere Hinweise für privaten Versand bei Zoll online.
Grundsätzlich können Sendungen (Päckchen und Pakete) ohne Zollformalitäten in ein Drittland versendet werden, sofern die Paketsendung ausschließlich Waren enthält:
- die entweder nicht zu kommerziellen Zwecken bestimmt sind oder
- die zu kommerziellen Zwecken bestimmt sind, aber deren Wert 1.000 Euro nicht überschreitet und
- für die keine Ausfuhrerstattung beantragt wird (z. B. landwirtschaftliche Produkte) und
- für die kein Antrag auf Erstattung von Einfuhrabgaben bei der Wiederausfuhr gestellt werden soll (Ausnahme: Rücksendungen von Waren mit einem Wert von bis zu 150 Euro, für die nur die Einfuhrumsatzsteuer zu erstatten ist (Art. 142 Buchstabe b) Delegierte Verordnung zu Präzisierung von Bestimmungen des Zollkodex der Union) und
- die keinen Verboten oder Beschränkungen (z. B. einer Ausfuhrgenehmigungspflicht) unterliegen und
- für die keine besondere Förmlichkeit, wie z. B. eine Ausfuhrgenehmigung nach dem Außenwirtschaftsrecht, erforderlich sind.

In Deutschland sind diese Formulare mit einer Ausfüllhilfe in den Sprachen Deutsch und Französisch bei der Deutschen Post AG erhältlich.